# Mr. Deeds
Mr. Deeds è un film del 2002 diretto da Steven Brill. Prodotto ed interpretato da Adam Sandler, è il remake della pellicola di Frank Capra È arrivata la felicità (1936).
Il film è stato distribuito sia dalla Columbia Pictures sia dalla New Line Cinema; in USA è uscito nelle sale il 28 giugno 2002, mentre in Italia il 7 febbraio 2003.

## Trama
L'anziano ed iperattivo magnate Preston Blake muore durante una scalata sul monte Everest. Senza moglie né figli, lascia un impero da 40 miliardi di dollari, e sia i mass media che la sua società partono alla ricerca del discendente. Lo trovano a Mandrake Falls, nel New Hampshire; si chiama Longfellow Deeds, lavora in una pizzeria, ha un cuore d'oro, e sogna di vedere pubblicati i suoi biglietti d'auguri, che compone e declama per hobby.
In realtà, il dirigente senza scrupoli Chuck Cedar vuole comprargli le sue azioni (il 49% delle imprese Blake), per poi smantellare la società in modo da guadagnare una fortuna. In attesa di fargli firmare i documenti, lo porta a conoscere New York, nell'appartamento del defunto parente, assistito dall'efficiente maggiordomo Emilio Lopez, molto affezionato a Preston, che ha la curiosa capacità di comparire e svanire all'improvviso.
In giro per la città stringe amicizia con l'infermiera Pam Dawson. In realtà, la donna è Babe Bennett, giornalista di "Dietro la notizia", programma televisivo che intende fare dei servizi sul nuovo miliardario. Tuttavia le riprese fatte da Babe su Deeds vengono distorte per ordine del caporedattore, facendolo passare per un pazzo maniaco, cosa che disgusta la giornalista, che invece lo considera un eroe (aveva salvato una donna e i suoi sette gatti da un incendio, invece il suo capo ha fatto apparire Deeds come assassino dei sette gatti e un maniaco sessuale nei confronti della corpulenta padrona). Dopo poco Deeds si innamora di Pam, e sta ripensando all'idea di lasciare la città. Per evitarlo, Cedar collabora con il collega di Babe, e la smaschera di fronte agli occhi di Deeds, proprio la sera in cui lui voleva chiederle di sposarlo, e lei voleva raccontargli la verità, poiché innamorata anche lei e, infatti, aveva lasciato il lavoro perché stanca della falsità perpetrata lì. Deluso, Deeds firma la cessione delle sue azioni, devolve il ricavato in beneficenza, e torna alla sua vita a Mandrake Falls. Babe lo raggiunge, cercando di dimostrargli il suo amore, ma per Deeds lei è una sconosciuta.
Il giorno dell'assemblea degli azionisti però, Deeds si fa vivo e convince la platea di miliardari a rifiutare lo smantellamento, facendo notare loro che in nome di un facile guadagno stiano praticamente togliendo il lavoro a 50 000 persone che lavorano per la Blake Media. Ma Cedar non detiene solo il 49%, ha anche delle deleghe da parte degli investitori esteri che lo portano a controllare la maggioranza, il 51%. Tutto sembra perduto, quando irrompe Babe: dal diario di Preston Blake, trovato da Deeds e da lei rubato, emerge che mise incinta una sua cameriera chiamata Lopez, esattamente la madre di Emilio (morta di parto): quindi, Cedar non è mai entrato in possesso delle azioni comprandole da Deeds, poiché sono sempre appartenute ad Emilio. Quest'ultimo licenzia immediatamente Cedar e molti altri dirigenti d'accordo con lui sullo smantellamento, poi ringrazia di cuore Deeds per aver difeso i dipendenti di suo padre e Babe per aver trovato le prove che permettessero tutto ciò. Babe chiede scusa a Deeds e riesce a dimostrargli di essere davvero innamorata di lui.
Nel finale Deeds e Babe gestiscono la pizzeria di Mandrake Falls. Emilio ha regalato un miliardo di dollari a Deeds per ringraziarlo e, a sua volta, lui ha regalato una Corvette ad ogni suo concittadino, mentre in tutto il mondo si legge il suo biglietto di auguri dedicato a Babe, finalmente pubblicato.

## Cast
Tra i comprimari (alcuni dei quali ricorrenti in molte produzioni di Adam Sandler) ritroviamo:
- John Turturro è il maggiordomo Emilio Lopez, fedele, rapido, silenzioso e con una strana passione per i piedi.
- Steve Buscemi interpreta l'eccentrico amico di Deeds, Occhi Storti.
- Rob Schneider riprende il ruolo di fattorino, già interpretato in Big Daddy.
- Steven Brill, il regista, fa un cameo nel ruolo di un violinista, nella scena al Madison Square Garden.

## Accoglienza

### Incassi
Il film ha incassato oltre 126 milioni di dollari negli Stati Uniti e quasi 45 milioni di dollari nel resto del mondo; complessivamente ha incassato 171 milioni di dollari.

### Critica
Il film è stato giudicato generalmente in modo negativo dalla critica. Sul portale Rotten Tomatoes ottiene un punteggio pari al 22% con una media di 4.05 su 10 punti, basato su un totale di 155 critiche specializzate. Sul sito di recensioni Metacritic, invece, ottiene 42 punti su 100, voto basato su 33 critiche professionali.
Il film è stato candidato durante l'edizione dei Razzie Awards 2002 con tre nomination come Peggior attore per Adam Sandler, Peggior attrice per Winona Ryder e Peggior remake o sequel, ma non si è aggiudicato nessuna statuetta.